# Газотеплозахисний апарат
Газотеплозахисни́й апара́т (холодильний костюм), (рос.газотеплозащитный аппарат, англ. gas thermal protection; нім. Gaswärmeschutzgerät n, Kühlanzung f) — комбінація теплозахисного костюма та рудникового ізолюючого респіратора, що складається із скафандра, який одягається на верхню частину тулуба людини, холодильних приладів, комбінезону з газонепроникної тканини з термоізоляційною прокладкою та кисневих балонів.
Дає можливість вести гірничорятувальні роботи в непридатній для дихання атмосфері.